# Biela (dopływ Zázrivki)
Biela – potok na Słowacji, prawy dopływ Zázrivki. Jest ciekiem wodnym V rzędu o długości 5 km. Cała jego zlewnia znajduje się w Krywańskiej części Małej Fatry. Biela ma źródła Pod Rozsutcom na wysokości około 1170 m. Spływa w północno-wschodnim kierunku doliną oddzielającą główną grań Małej Fatry Krywańskiej od bocznego grzbietu Osnica – Ostré – Na Ostrom. Biela posiada głównie lewobrzeżne dopływy. Największym jest potok spływający z wysokości ok. 1220 m spod przełęczy Zákres, są też dwa niewielkie potoki spływające spod Białych Ścian i jeden spod przełęczy Príslop  nad Bielou.
Biela uchodzi do Zázrivki na wysokości 550 m n.p.m. W dolnej części jej doliny (ale powyżej wąskiego, zalesionego, długiego na ok. 1 km odcinka ujściowego do Zázrivki) znajduje się osiedle Biela, należące do miejscowości Zázrivá.
Przez osiedle to, w górę wzdłuż potoku Biela, prowadzi zielono   znakowany szlak turystyczny, wiodący od doliny Zázrivki na Sedlo Osnice, używany także do podejścia na przełęcz Medziholie.